# Badhyz-Naturreservat
Das Badhyz-Naturreservat (auch Badkhyz) ist ein Naturreservat im Südwesten Turkmenistans. 
Das Naturreservat hat eine Fläche von 876 Quadratkilometern. Es liegt zwischen den Flüssen Murgab und Tejen. Es wurde 1941 gegründet. Landschaftlich dominieren Steppen und Buschgebiete eines Hochlands, das von gewaltigen Felsklippen zerschnitten wird.
Das Badhyz-Naturreservat stellt ein wichtiges Refugium für den Asiatischen Esel dar. Das Schutzgebiet war das letzte natürliche Vorkommen der turkmenischen Unterart des Halbesels (E. h. kulan). Die Tiere sind zwar im Reservat geschützt, doch wandern sie in den Sommermonaten bis zu 100 km aus dem Schutzgebiet zum Kuska-Fluss. Der Bestand lag bei der Einrichtung des Reservates bei etwa 200 Tieren und stieg dann auf etwa 5000 an. Heute wird der Bestand auf etwa 650 Tiere geschätzt. Mittlerweile wurden Turkmenische Halbesel aus Badhyz auch andernorts in Vorderasien wieder ausgewildert.
Daneben ist das Gebiet ein Refugium auch für Afghanische Urials, Wildschweine, Streifenhyänen, Leoparden und Kropfgazellen. Nach einem Maximalbestand von 5000 bis 7000 dieser Gazellen in den 1980er Jahren sanken die Bestände aufgrund instabiler politischer Verhältnisse auf etwa 2000 Tiere ab.